# عمل دوتایی

عمل دوتایی (به انگلیسی: binary operation یا dyadic operation) در ریاضیات، محاسبه‌ای است که در آن دو عنصر (که به آن عملوند گفته می‌شود) را ترکیب می‌کند تا یک عنصر دیگر را تولید کند. به صورت صوری‌تر، یک عمل دوتایی یک عملیات با آریتی (درجه) دو است.
از مهم‌ترین و پرکاربردترین مفاهیم در جبر مجرد است.

## آشنایی
شاید تا به حال فرایندهای زیادی را دیده باشید که طی آن دو چیز با هم ترکیب می‌شوند و شی سوم متمایزی را حاصل می‌دهند.
مثلاً تصور کنید در یک کلاس درس معلم کلاس می‌گوید «ب»، «آ» و دانش‌آموزان با هم فریاد می‌زنند «با». این بار معلم می‌گوید «ب»، «و» و این‌بار دانش‌آموزان فریاد می‌زنند «بو» یا در مثالی دیگر در طبیعت مولکول‌های هیدروژن و اکسیژن با هم ترکیب شده و ماده سومی چون آب را پدیدمی‌آورد.
این‌ها همگی نمونه‌هایی از اعمالی دوتایی هستند که در طی آن‌ها دو عنصر شرکت‌کننده عنصر سومی را پدیدمی‌آورند.
اعمال دوتایی و به دنبال آن ساختارهای جبری از مهم‌ترین و مقدماتی‌ترین مفاهیم در جبر مجرد هستند. در ادامه به تعریف دقیق یک عمل دوتایی در جبر می‌پردازیم و ویژگی‌های آن‌ها را بررسی می‌کنیم.

## عمل دوتایی
یک عمل دوتایی روی مجموعه ناتهی G تابعی است چون {\displaystyle *:G\times G\to G} از G×G به توی G که به هر عضو (a,b) از G×G یک عضو یکتا چون C از G را نسبت می‌دهد.
لازم به یادآوری است که G×G حاصل ضرب دکارتی G در خودش است.
با توجه به تعریف یک عمل دوتایی، یک عمل دوتایی چون * روی یک مجموعه ناتهی G باید واجد شرایط زیرباشد:
- عمل دوتایی روی کل دامنه خود یعنی G×G تعریف شده باشد.
- عمل دوتایی * یک تابع خوش تعریف از G×G به توی G باشد یعنی به هر عضو G×G عنصر یکتایی از G را نسبت می‌دهد.
- حاصل ترکیب دو عضو (a,b) تحت یک عمل دوتایی باید متعلق به G باشد. به عبارت دیگر مجموعه G نسبت به عمل دوتایی خود بسته باشد.
- عمل دوتایی را که سبب ترکیب هر دو عضو مجموعه ناتهی G می‌شود، معمولاً با * یا ° نمایش می‌دهیم.

برای نمایش اینکه، * یک عمل دوتایی تعریف شده در مجموعه ناتهی G باشد می‌نویسم (*،G) و برای هر (a,b) عضو G×G، حاصل عمل * روی زوج مرتب (a,b) را به صورت (a,b)* یا معمول‌تر به فرم a*b نشان می‌دهیم و معمولاً برای سهولت در نوشتن a*b را نیز به صورت ab می‌نویسیم.
همچنین معمولاً یک عمل دوتایی روی یک مجموعه را با دو نماد جمعی + و ضربی. نشان می‌دهیم که نباید آن‌ها را با جمع و ضرب اعداد خلط کرد.
اگر عمل دوتایی را به فرم جمعی نشان دهیم حاصل عمل + را روی (a,b) به صورت a+b نشان می‌دهیم و اگر عمل دوتایی را با نماد ضربی نشان دهیم حاصل عمل را به صورت a.b یا ab نشان می‌دهیم.

## مثال‌هایی از اعمال دوتایی
- مجموعه اعداد صحیح را در نظر بگیرید، ضابطه عمل * را روی {\displaystyle \mathbb {Z} } را به صورت زیر تعریف می‌کنیم:

{\displaystyle \forall a,b\in \mathbb {Z} :a*b=a+b}
که همان عمل جمع اعداد صحیح است و به آسانی دیده می‌شود * یک عمل دوتایی است.
- مجموعه اعداد طبیعی را در نظر بگیرید. * با ضابطه زیر، یک عمل دوتایی است:

{\displaystyle \forall n,m\in \mathbb {N} :n*m=n^{m}}
اما عمل فوق در اعداد صحیح و اعداد گویا عمل دوتایی نمی‌باشد؛ زیرا به عنوان مثال:
{\displaystyle (2)^{-1}={\frac {1}{2}}\not \in \mathbb {Z} }
یا
{\displaystyle (2)^{\frac {1}{2}}={\sqrt {2}}\not \in \mathbb {Q} }
«در مثالهای بالا به علت نداشتن شرط بسته بودن عمل دوتایی نیست»
ولی در مجموعه اعداد حقیقی عمل فوق، یک عمل دوتایی است.
- عمل * را در مجموعه دلخواه A به صورت زیر تعریف می‌کنیم:

{\displaystyle \forall a,b\in A:a*b=\left({\frac {a+b^{2}}{a-b}}\right)}
عمل * که در بالا تعریف شده در مجموعه اعداد گویا یک عمل دوتایی نیست. چرا که به ازای a=b جواب a*b تعریف نشده می‌شود.

## بسته بودن نسبت به یک عمل
تعریف کلی:
اگر در یک مجموعه دو عضو a وb انتخاب کنیم و عمل مربوطه (ضرب و جمع و تفریق و تقسیم) را روی آن دو عضو انجام دهیم و حاصل در مجموعه مورد نظر ما وجود داشته باشد در اینصورت می‌گوییم دو عضو a و b نسبت به عمل مربوطه بسته‌است. توجه داشته باشید که لزومی ندارد عضوهای انتخابی متمایز باشند یعنی می‌توانند هر دو یکی باشند. به‌طور مثال در مجموعه {۱٬۲} اگر عضو ۱ را انتخاب کنیم می‌توانیم ۱ را با ۱ در نظر بگیریم (هر دو عضو انتخابی یکی باشند) و بعد با هم جمع کنیم که حاصل برابر ۲ است و در مجموعه مورد نظر وجود دارد، اما اگر ۲ و یک را در نظر بگیریم در اینصورت ۲ +۱ = ۳ و داخل مجموعه وجود ندارد پس مجموعه فرض شده نسبت به عمل جمع بسته نیست. مجموعه {۱و۰و۱-} نسبت به عمل جمع و ضرب بسته‌است. می‌بینید که باید حتماً دو تمام حالات را بررسی کنید چرا که در تعریف گفته شده دو عضو a و b، به این معنی است که هر عضوی می‌تواند باشد و نباید فقط از روی دو عدد در مورد بسته بودن مجموعه نسبت به اعمال اصلی قضاوت کنیم.
مجموعه اعداد صحیح و عمل جمع اعداد را در نظر بگیرید. عمل جمع اعداد یک عمل دوتایی روی مجموعه اعداد صحیح است و بدیهی است که با توجه به تعریف عمل دوتایی روی {\displaystyle \mathbb {Z} } برای هر دو عدد صحیح a و b عدد a+b نیز عددی صحیح است.
حال مجموعه اعداد صحیح زوج {\displaystyle \mathbb {Z} _{E}} که زیرمجموعه‌ای از {\displaystyle \mathbb {Z} } است را در نظر بگیرید. برای هر دو عضو این مجموعه چون m و n چون مجموع دو عدد زوج، عددی زوج است عدد m+n زوج است پس متعلق به مجموعه اعداد صحیح زوج است.
به عبارت برای هر {\displaystyle m,n\in \mathbb {Z} _{E}} داریم {\displaystyle m+n\in \mathbb {Z} _{E}}
در این حالت اصطلاحاً می‌گوییم مجموعه اعداد صحیح زوج تحت عمل جمع بسته‌است.
اما همواره برای هر زیرمجموعه Z چنین نیست؛ به‌طور مثال، مجموعه اعداد صحیح فرد {\displaystyle \mathbb {Z} _{O}} را در نظر بگیرید. مجموع دو عدد صحیح فرد عددی زوج است که دیگر به مجموعه اعداد صحیح فرد تعلق ندارد پس برای هر {\displaystyle a,b\in \mathbb {Z} _{O}} داریم {\displaystyle a+b\not \in \mathbb {Z} _{O}} در این حالت می‌گوییم مجموعه اعداد صحیح فرد تحت عمل جمع بسته نمی‌باشد.
اگر G یک مجموعه ناتهی و * یک عمل دوتایی تعریف شده روی G باشد و E زیرمجموعه‌ای ناتهی از G باشد، می‌گوییم E تحت عمل G بسته‌است در صورتی‌که به ازای هر a,b∈E داشته باشیم a*b∈E.

## ویژگی‌های اعمال دوتایی
یک عمل دوتایی روی یک مجموعه می‌تواند دارای برخی ویژگی‌های خاص باشد.

### شرکت‌پذیری
فرض کنید * یک عمل دوتایی روی مجموعه ناتهی G باشد. در این صورت می‌گوییم عمل * روی G شرکت‌پذیر است هرگاه برای هر a,b،c متعلق به مجموعه G داشته باشیم: a*(b*c)=(a*b)*c
به عنوان مثال:
- در مجموعه اعداد صحیح عمل * را به صورت زیر بیان می‌کنیم:

(a*b*c=a*(b*c
{\displaystyle \mathbb {Z} } تحت عمل * شرکت پذیر است. به عنوان نمونه: (a+b)-c = a+(b-c)
- روی مجموعه اعداد صحیح عمل * را به صورت زیر بیان می‌کنیم:

{\displaystyle \forall a,b\in \mathbb {Z} :a*b=a+b+ab} به عنوان نمونه: (a+b)+ab=a+(b+ab)
عمل * روی {\displaystyle \mathbb {Z} } خاصیت شرکت‌پذیری دارد.
- عمل تفاضل در مجموعه اعداد حقیقی خاصیت شرکت‌پذیری ندارد.

### نیم‌گروه
مجموعه (*،G) یک نیم‌گروه است هر گاه عمل * روی G شرکت پذیر باشد. به عنوان مثال مجموعه اعداد طبیعی به همراه عمل جمع یک نیم گروه است ولی مجوعه اعداد صحیح به همراه عمل تفاضل یک نیم گروه نمی‌باشد.
- هرگاه {\displaystyle {\mathcal {F}}} مجموعه توابع پیوسته به روی اعداد حقیقی باشد، آنگاه {\displaystyle {\mathcal {F}}} تحت عمل جمع توابع، یک نیم‌گروه است.
- مجموعه توابع تعریف شده روی اعداد حقیقی تحت عمل ترکیب توابع، یک نیم‌گروه است.

### جابه‌جایی
فرض کنید G مجموعه‌ای ناتهی و * یک عمل دوتایی روی G باشد. در این صورت عمل * را روی G جابه‌جایی می‌گوییم هرگاه برای هر دو عضو a و b متعلق به مجموعه G داشته باشیم a*b=b*a.
به عنوان مثال عمل جمع اعداد روی اعداد طبیعی عملی جابه‌جایی است و عمل تفریق روی مجموعه اعداد حقیقی دارای خاصیت جابه‌جایی نمی‌باشد.

### عضو خنثی
فرض کنید G مجموعه‌ای ناتهی و * یک عمل دوتایی تعریف در G باشد. در این صورت عضو e متعلق مجموعه G را عضو خنثی یا همانی G نسبت به عمل * می‌گوییم هرگاه برای هر a متعلق به مجموعه G داشته باشیم: e*a=a*e=a
اگر e عضو G چنان باشد که برای هر a عضو G داشته باشیم a*e=a آنگاه e را عضو خنثی راست می‌گوییم و اگر برای هر a متعلق به G داشته باشیم e*a=aآنگاه e را عضو خنثی چپ می‌گوییم.
به عناون مثال در مجموعه اعداد صحیح به همراه عمل جمع عدد صحیح صفر عضو خنثی عمل جمع است و عضو خنثی ضرب در مجموعه ماتریس‌های مربعی از مرتبه n ماتریس همانی است.
حال ممکن است این سؤال پیش بیاید که آیا یک مجموعه نسبت به یک عمل دوتایی می‌تواند دارای دو عضو خنثی باشد؟ قضیه زیر بیان می‌کند عضو خنثی یک ساختمان جبری در صورت وجود یکتاست.
قضیهعضو خنثی یک ساختمان جبری در صورت وجود منحصربه‌فرد است.
برهانفرض کنید (*،G) یک ساختمان جبری با دو عضو خنثی e۱ و e۲ باشد. نشان می‌دهیم e۱=e۲
چون e۲∈G و e۱ عضو خنثی G نسبت به عمل * است داریم
{\displaystyle e_{1}*e_{2}=e_{2}}
و چون e۱∈G و e۲ عضو خنثی G است داریم:
{\displaystyle e_{1}*e_{2}=e_{1}}
که دو تساوی اخیر نشان می‌دهد e۱=e۲ و حکم ثابت می‌شود.

### عضو معکوس
فرض کنید G یک مجموعه ناتهی و * یک عمل دوتایی روی G باشد و e عضو خنثی G نسبت به عمل * باشد. در این صورت عضو a متعلق به G را نسبت به عمل * وارون پذیر (معکوس پذیر) می‌نامیم هرگاه عضوی چون b موجود باشد که a*b=b*a=e.
همچنین اگر b چنان موجود باشد که a*b=e گوییم b معکوس راست a است و اگر bچنان باشد که b*a=e آنگاه b را معکوس چپ a مِی‌نامیم.